# Перший театр Української Радянської Республіки імені Шевченка
Перший театр Української Радянської Республіки імені Шевченка — театр у Києві, створений 15 березня 1919 року на базі націоналізованого радянською владою Державного драматичного театру України, створеного урядом Української Держави.

## Історія
15 березня 1919 року згідно із наказом радянської влади «Про націоналізацію київських театрів» Державний драматичний театр України був перейменований у «Перший театр Української Радянської Республіки імені Шевченка». Він об'єднав акторів Державного драматичного театру та Молодого театру Леся Курбаса.
Очолили збірний колектив Лесь Курбас та Олександр Загаров.
На підмостках театру співіснували, з одного боку реалізм «Ревізора», поставленого Загаровим, з другого — умовність, новаторський пошук Курбаса у «Гайдамаках». Такі різні театри й несхожі режисери не могли ужитися на одній сцені. 1920 року кожен пішов своїм шляхом, одна частина трупи залишилася з Курбасом й творила його театр, інша частина зайнялася антрепризними-гастрольними постановками, мандруючи шість літ по Україні.

## Склад трупи
Склад трупи: Г. Маринич, Г. Юра, Ф. Левицький, І. Замичковський, Г. Борисоглібська, Л. Гаккебуш, М. Тінський, Є. Сидоренко, С. Паньківський, П. Долина, В. Василько, В. Чистякова, С. Семдор, О. Ватуля, О. Юра-Юрський, П. Самійленко, К. Кошевський, Д. Ровинський, І. Садовський, О. Зініна, М. Терещенко, С. К. Бондарчук, М. Морська, Г. Мещерська, К. Бережний, П. Милорадович, К. Осмяловська, Л. Липківський, А. Крамаренко та ін.